# Myrto Uzuni
Myrto Uzuni (Berat, 31 de mayo de 1995) es un futbolista albanés que juega como delantero en el Austin F. C. de la Major League Soccer.

## Trayectoria
Se formó en el K. S. Tomori de su país y también pasó por los equipos albaneses K. S. Apolonia Fier y K. F. Laçi, antes de recalar en 2018 en las filas del N. K. Lokomotiv Zagreb, donde jugó durante dos temporadas.
En 2020 fue fichado por el Ferencváros T. C. húngaro, en el que estuvo durante temporada y media. En la 2021-22, la que era su segunda campaña en el club, anotó siete goles en 16 partidos de Liga y seis en los trece que jugó en las diferentes competiciones europeas.
El 31 de enero de 2022 fue traspasado al Granada C. F. de España, por una cantidad estimada de tres millones de euros, y firmó hasta 2025. En la entidad nazarí disputó 106 encuentros, en los que marcó 49 goles, y se marchó el 24 de enero de 2025 después de que el Austin F. C. abonara su cláusula de rescisión.

## Selección nacional
Es internacional con la selección de fútbol de Albania. Fue internacional sub-21 antes de convertirse en internacional absoluto el 10 de octubre de 2018, en un amistoso frente a la selección de fútbol de Jordania. Cuatro días después debutó en competición oficial con la selección, en un partido de la Liga de las Naciones de la UEFA 2018-19 frente a la selección de fútbol de Israel.

## Estadísticas

### Clubes
Actualizado al último partido disputado el 21 de diciembre de 2024.
| Club                          | Div.          | Temporada     | Liga  | Liga  | Copas nacionales | Copas nacionales | Copas internacionales | Copas internacionales | Total | Total |
| Club                          | Div.          | Temporada     | Part. | Goles | Part.            | Goles            | Part.                 | Goles                 | Part. | Goles |
| ----------------------------- | ------------- | ------------- | ----- | ----- | ---------------- | ---------------- | --------------------- | --------------------- | ----- | ----- |
| K. S. Tomori Berat · Albania  | 2.ª           | 2013-14       | 11    | 1     | 4                | 2                | ―                     | ―                     | 15    | 3     |
| K. S. Tomori Berat · Albania  | 2.ª           | 2014-15       | 12    | 2     | 1                | 0                | ―                     | ―                     | 13    | 2     |
| K. S. Tomori Berat · Albania  | Total club    | Total club    | 23    | 3     | 5                | 2                | 0                     | 0                     | 28    | 5     |
| K. S. Apolonia Fier · Albania | 1.ª           | 2014-15       | 18    | 1     | 2                | 1                | ―                     | ―                     | 20    | 2     |
| K. S. Apolonia Fier · Albania | 2.ª           | 2015-16       | 25    | 5     | 4                | 1                | ―                     | ―                     | 29    | 6     |
| K. S. Apolonia Fier · Albania | 2.ª           | 2016-17       | 18    | 8     | 3                | 4                | ―                     | ―                     | 21    | 12    |
| K. S. Apolonia Fier · Albania | Total club    | Total club    | 61    | 14    | 9                | 6                | 0                     | 0                     | 70    | 20    |
| K. F. Laçi · Albania          | 1.ª           | 2017-18       | 35    | 10    | 7                | 1                | ―                     | ―                     | 42    | 11    |
| K. F. Laçi · Albania          | 1.ª           | 2018-19       | 3     | 1     | 1                | 0                | 4                     | 1                     | 8     | 2     |
| K. F. Laçi · Albania          | Total club    | Total club    | 38    | 11    | 8                | 1                | 4                     | 1                     | 50    | 14    |
| N. K. Lokomotiva · Croacia    | 1.ª           | 2018-19       | 29    | 7     | 3                | 1                | ―                     | ―                     | 32    | 8     |
| N. K. Lokomotiva · Croacia    | 1.ª           | 2019-20       | 32    | 9     | 5                | 3                | ―                     | ―                     | 37    | 12    |
| N. K. Lokomotiva · Croacia    | Total club    | Total club    | 61    | 16    | 8                | 4                | 0                     | 0                     | 69    | 20    |
| Ferencvarosi T. C. · Hungría  | 1.ª           | 2020-21       | 26    | 12    | 1                | 0                | 9                     | 3                     | 36    | 15    |
| Ferencvarosi T. C. · Hungría  | 1.ª           | 2021-22       | 16    | 7     | 2                | 8                | 13                    | 6                     | 31    | 21    |
| Ferencvarosi T. C. · Hungría  | Total club    | Total club    | 42    | 19    | 3                | 8                | 22                    | 9                     | 67    | 36    |
| Granada C. F. · España        | 1.ª           | 2021-22       | 15    | 1     | ―                | ―                | ―                     | ―                     | 15    | 1     |
| Granada C. F. · España        | 2.ª           | 2022-23       | 38    | 23    | 1                | 0                | ―                     | ―                     | 39    | 23    |
| Granada C. F. · España        | 1.ª           | 2023-24       | 34    | 11    | 0                | 0                | —                     | —                     | 34    | 11    |
| Granada C. F. · España        | 2.ª           | 2024-25       | 18    | 14    | 0                | 0                | ―                     | ―                     | 18    | 14    |
| Granada C. F. · España        | Total club    | Total club    | 105   | 49    | 1                | 0                | 0                     | 0                     | 106   | 49    |
| Total carrera                 | Total carrera | Total carrera | 330   | 112   | 34               | 21               | 26                    | 10                    | 390   | 143   |

## Palmarés

### Títulos nacionales
| Título                     | Club              | País    | Año  |
| -------------------------- | ----------------- | ------- | ---- |
| Nemzeti Bajnokság I        | Ferencváros T. C. | Hungría | 2021 |
| Segunda División de España | Granada C. F.     | España  | 2023 |

### Distinciones individuales
| Distinción                                                       | Año     |
| ---------------------------------------------------------------- | ------- |
| Mejor jugador del mes de agosto de la Segunda División de España | 2022    |
| Máximo goleador de Segunda División de España                    | 2022-23 |